# Acryllium vulturinum
La pintada vulturina o guineo volturino (Acryllium vulturinum) es una especie de ave galliforme de la familia Numididae que habita las sabanas de África Oriental desde Tanzania hasta Etiopía. No se reconocen subespecies.

## Descripción

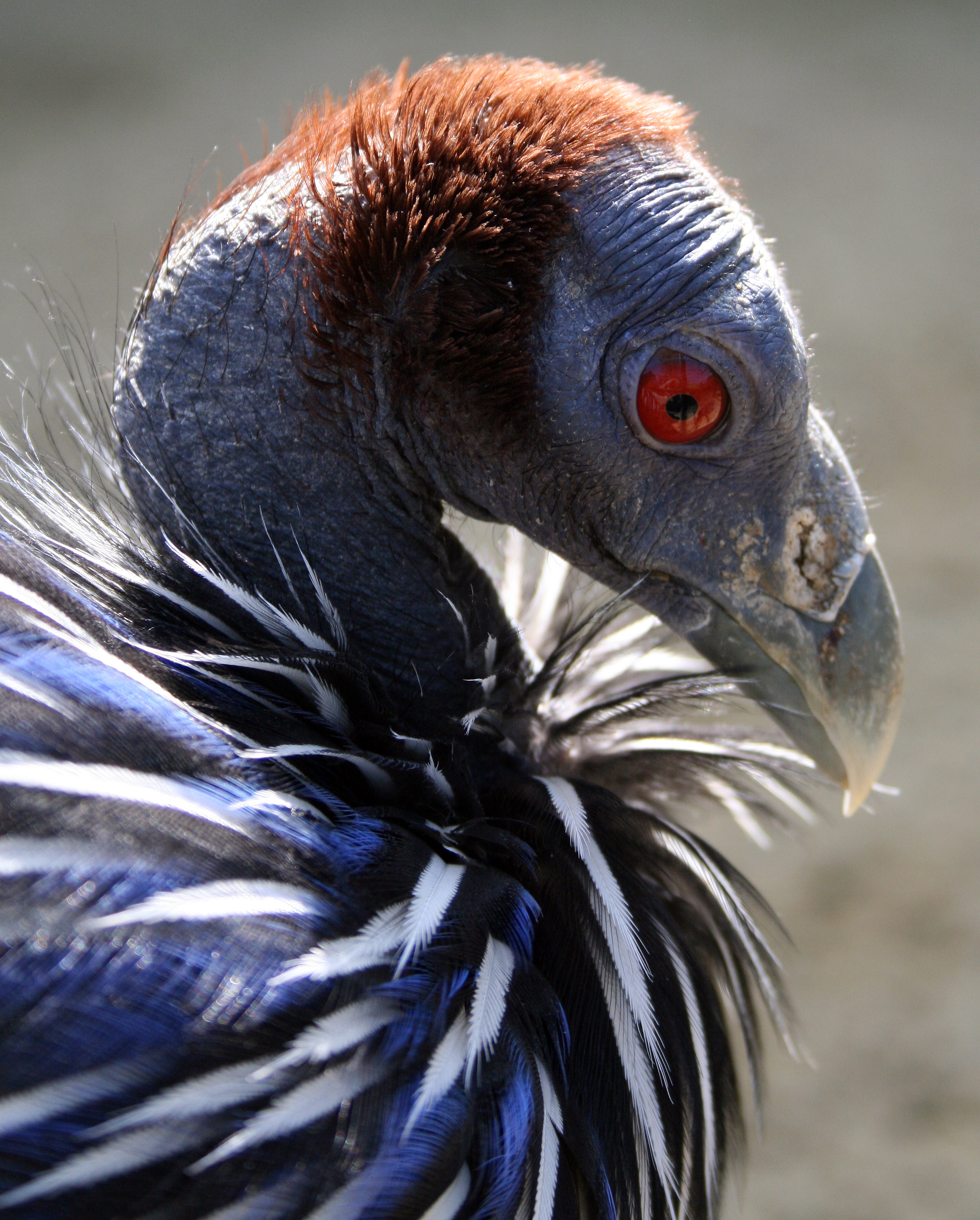
Cabeza del ave

La pintada vulturina es un gran (61-71 cm) ave con un cuerpo redondo y cabeza pequeña. Tiene alas, cuello, patas y cola más larga que otras pintadas. El adulto tiene una cara azul desnuda y el cuello negro, y aunque el resto de las pintadas tienen cabezas sin plumas, esta especie se asemeja a un buitre por su largo y desnudo cuello y cabeza.
En su cuello hay una capa de pelos de punta larga, brillante, azul y blanco. El pecho es de color azul cobalto, y el resto del plumaje del cuerpo es negro, salpicado de blanco. Las alas son cortas y redondeadas, y la cola es más larga que otros géneros en la familia Numididae.
Los sexos son similares, aunque la hembra es generalmente ligeramente menor que el macho y con espuelas tarsales más pequeñas. Las aves jóvenes son principalmente de color gris marrón, con un pecho azul más apagado y cuello corto.

## Comportamiento
Es una especie gregaria, es decir, que forma bandadas fuera de la temporada de cría de alrededor de 25 aves. El alimento de esta especie son sobre todo semillas y pequeños invertebrados. Es terrestre, y echan a volar cuando están alarmados. A pesar de su hábitat abierto, tienden a dormir en los árboles.
Se reproduce en hábitats secos y abiertos con arbustos y árboles dispersos, como la sabana o pradera. Por lo general, pone entre 4 y 8 huevos de color crema que esconde en la hierba.